# Ţarāqī-ye Kord
Ţarāqī-ye Kord (persiska: طراقی کرد) är en ort i Iran.   Den ligger i provinsen Nordkhorasan, i den nordöstra delen av landet, 600 km öster om huvudstaden Teheran. Ţarāqī-ye Kord ligger 1 391 meter över havet och antalet invånare är 634.
Terrängen runt Ţarāqī-ye Kord är lite bergig. Runt Ţarāqī-ye Kord är det ganska glesbefolkat, med 27 invånare per kvadratkilometer. Närmaste större samhälle är Bojnourd, 13,1 km norr om Ţarāqī-ye Kord. Omgivningarna runt Ţarāqī-ye Kord är i huvudsak ett öppet busklandskap.